# Johann Conrad Beissel

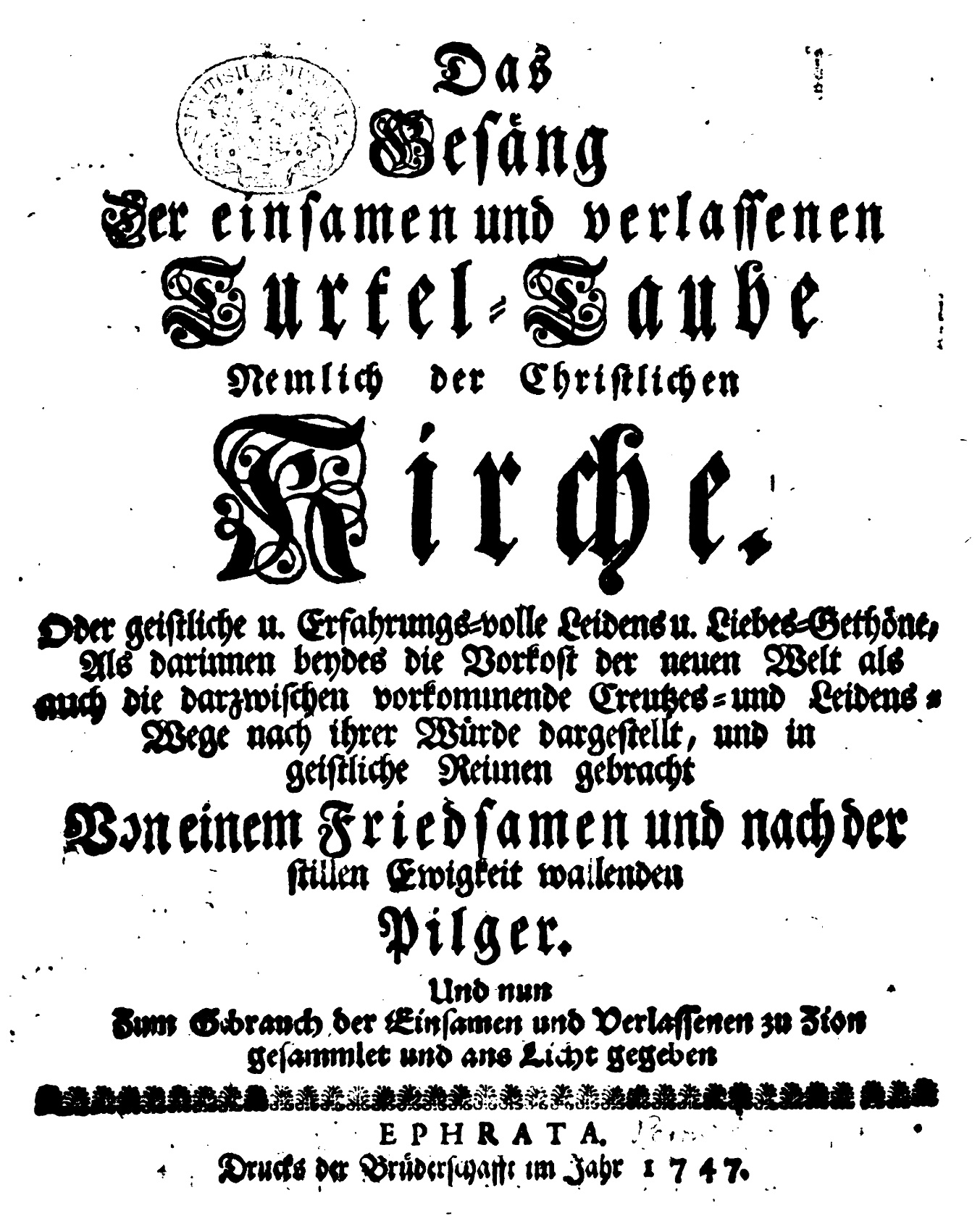
Das Gesäng der einsamen und verlassenen Turtel-Taube nemlich der Christlichen Kirche, Ephrata, Pennsylvania, 1747

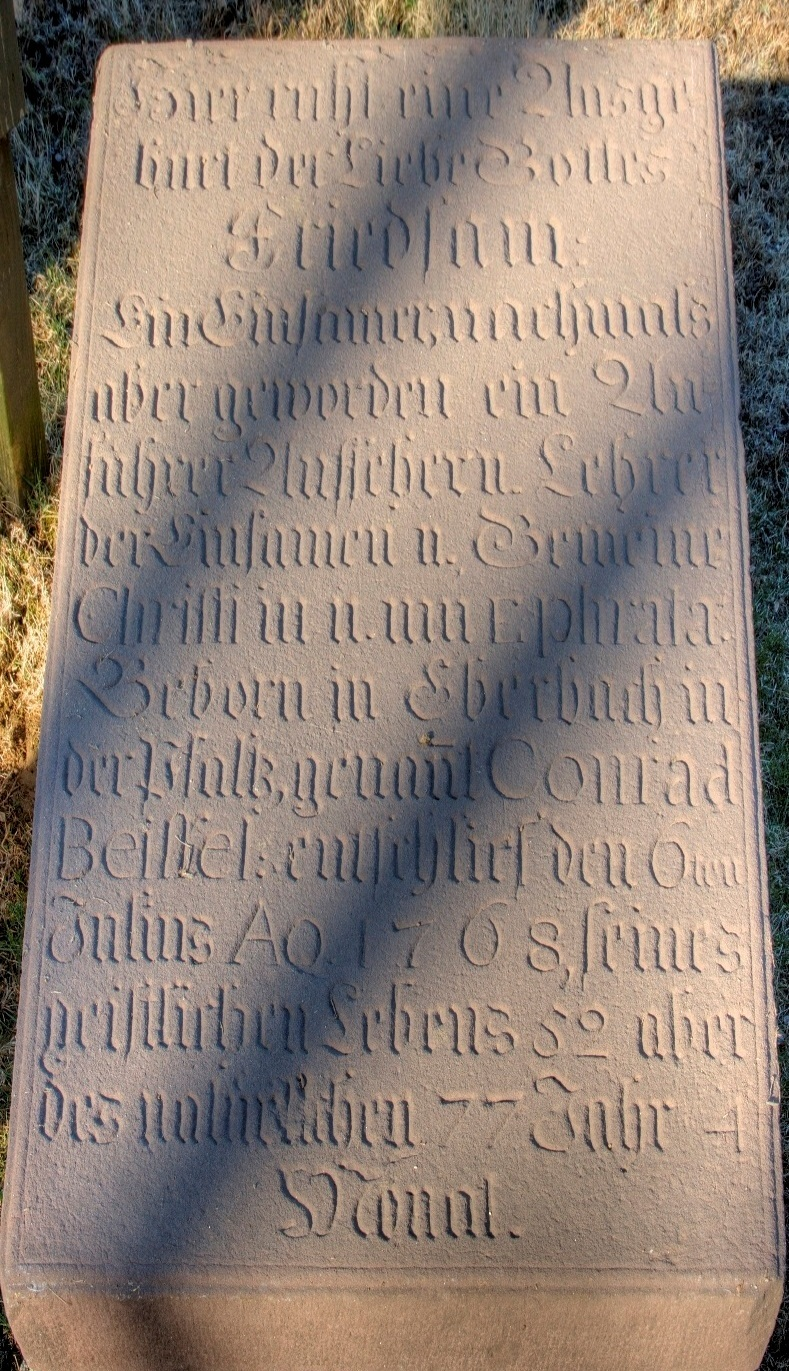
Grabstein Beissels auf dem Friedhof des Ephrata-Klosters. Inschrift: Hier ruht eine Ausgeburt der Liebe Gottes – Friedsam: Ein Einsamer, nachmals aber geworden ein Anführer, Aufseher u. Lehrer der Einsamen u. Gemeine Christi in u. um Ephrata. Geborn in Eberbach in der Pfaltz, genannt Conrad Beissel: entschlief den 6ten Julius A[nn]o 1768, seines geistlichen Lebens 52 aber des natürlichen 77 Jahr 4 Monat.

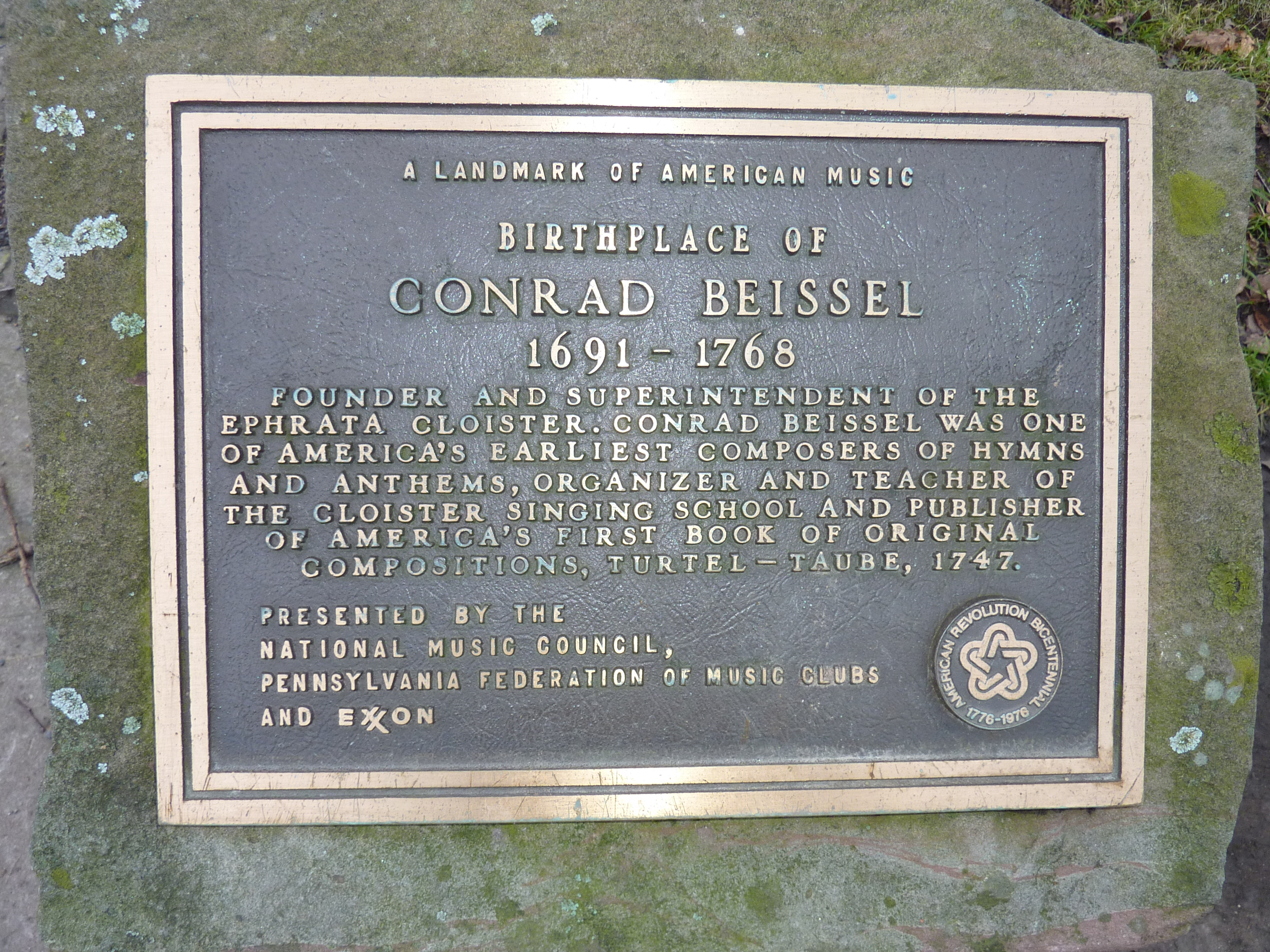
US-amerikanische Gedenktafel in Eberbach

Johann Conrad Beissel (auch: Konrad Beissel; * 1. März 1691 in Eberbach; † 6. Juli 1768 in Ephrata, Lancaster County (Pennsylvania)) war ein deutscher Mystiker und Gründer der Gemeinschaft des Ephrata Cloisters in Nordamerika. Er war auch Liederdichter und -komponist.

## Leben
Beissel war zunächst Bäckergeselle in Heidelberg. Als 25-Jähriger erlebte er eine religiöse Bekehrung. Wegen seines religiösen Separatismus (Radikaler Pietismus) musste er die Stadt verlassen und wanderte 1720 nach Nordamerika aus. Hier schloss er sich in Pennsylvanien der täuferisch-pietistischen Gruppe der Tunker an. 1728 gründete er seine eigene Gruppe, die Siebentägner-Tunker, und eine Siedlung für eine nach ihren Vorstellungen urchristliche Lebensgemeinschaft, das Kloster in Ephrata. Dabei handelte es sich um ein Doppelkloster für Männer und Frauen, die in besonderen Gruppen lebten.
Bekannt geworden ist das Kloster Ephrata vor allem durch seine spezielle Art der Illustrationen in Büchern und auf Stoffen. Daneben arrangierte Beissel geistliche Lieder auf eine besondere Weise, sodass ein eigenartiger Chorgesang zum Kennzeichen der klösterlichen Gemeinschaft wurde.
Aus geistlichen und musikalischen Gründen empfahl Beissel seiner Gemeinschaft eine fleisch- und tierproduktfreie Ernährung und war damit einer der frühesten Vertreter des Veganismus in den (späteren) Vereinigten Staaten.
Beissel trat auch als Verfasser mystischer Schriften und Lieder hervor. 
Die kompositorischen Aktivitäten Beissels spielen eine wichtige Rolle in Thomas Manns Roman Doktor Faustus. Dort widmet Wendell Kretzschmar in einem seiner musikalischen Vorträge, die die Hauptfigur Adrian Leverkühn nachhaltig beeindrucken, der Person und dem musikalischen Schaffen Beissels eine eingehende Darstellung. Beissel erscheint dort als Beispiel des „Elementaren“ in der Musik, das auch in Zeiten verfeinerter Spätkultur jederzeit aufbrechen könne.

## Werke
- Die Bittre Gute, Oder Das Gesäng der einsamen Turtel-Taube, der christlichen Kirche hier auf Erden, die annoch im Trauerthal auf den dürren Aesten und Zweigen den Stand ihrer Wittwenschafft beklaget, und dabey in Hoffnung singet von einer andern und nochmaligen Vermaehlung. Ephrata im Jahr MDCCXLVI. Manuskript 1746 (Ephrata Codex, Library of Congress)
- Das Gesäng der einsamen und verlassenen Turtel-Taube nemlich der Christlichen Kirche. Ephrata, Pennsylvania, 1747 (Digitalisat)